# 埃里克·克努特松
埃里克·克努特松（瑞典語：Erik Knutsson；約1180年—1216年4月10日），被後世人稱為埃里克十世。埃里克王朝的瑞典國王（1208年－1216年在位）。埃里克王朝開創者埃里克九世的孫子、克努特·埃里克松之子。

## 生平
1196年，父親克努特·埃里克松逝世，因為兄弟們四人全是孩童，敵對的斯渥克爾王朝成員小斯渥克爾松竟然因為獲得權貴比耶爾‧布羅薩的支持在沒有爭論的情況下被選為國王，而小斯渥克爾松亦於其後與比耶爾‧布羅薩的女兒英格耶德·比爾耶斯多塔結婚。小斯渥克爾松即位後，埃里克四兄弟仍然住在瑞典宮廷中。1203年，克努特·埃里克松四兄弟因為要求王位繼承權而被小斯渥克爾松逐出瑞典出走挪威，從此小斯渥克爾松的王位不穩。1205年，在挪威的反對派支持下克努特·埃里克松四兄弟回國展開王位爭奪戰，但是他們在艾爾加羅斯之戰中被小斯渥克爾松打敗，除了埃里克·克努特松，其餘三人被殺。其後終於埃里克·克努特松在1208年1月31日的萊納之戰中獲勝，小斯渥克爾松被廢黜及流放丹麥，埃里克·克努特被選為國王。小斯渥克爾松在教皇諾森三世及丹麥的支持下回國爭位，但是埃里克·克努特松在1210年於耶斯蒂爾倫之戰中將他撃敗並殺死。
當時丹麥支持斯渥克爾王朝，而挪威卻支持埃里克王朝，在埃里克·克努特松與前任丹麥國王瓦爾德馬一世的女兒、現任丹麥國王瓦爾德馬二世的妹妹丹麥的里基莎結婚後，修補了與丹麥之間的關係。埃里克·克努特松是第一位被加冕的瑞典國王。1216年，埃里克·克努特松因為感冒突然在維辛索病逝，他的兒子埃里克·埃里克松仍未出生，瑞典貴族違反教皇由埃里克·埃里克松繼承王位的的意願，讓小斯渥克爾松的兒子約翰（一世）·斯渥克爾松成為國王。